# Thermal Monitor
Thermal Monitor è una tecnologia sviluppata da Intel per ridurre la dissipazione termica dei propri processori con architettura NetBurst a partire dai primi Pentium 4 basati su core Willamette presentati a fine 2002.
Inizialmente, fino ai primi Pentium 4 Prescott, veniva implementata la prima versione di questa tecnologia; essi erano noti come Pentium 4 serie 5xx. Con l'avvento della seconda serie di Prescott (e anche nei suoi successori, vael a dire Cedar Mill e i Pentium D Smithfield e Presler), arrivò la versione "2" decisamente migliore.

## Principi di funzionamento
Il Thermal Monitor 1 "tagliava" interi cicli di clock per permettere al processore di raffreddarsi. Con l'avvento dell'evoluzione Thermal Monitor 2, se la CPU supera una temperatura di soglia, il controller del clock automaticamente ne modifica il funzionamento saltando dei cicli, causando così una riduzione del consumo energetico e quindi della temperatura ma riducendo di conseguenza anche le prestazioni. Il Thermal Monitor 2 riduce semplicemente la velocità di clock interna della CPU; quindi anche se i cicli di clock sono più lunghi, sono più costanti e non si tramutano in instabilità del sistema. Il risultato è che i cicli di clock con TM2 continuano a essere regolari, a differenza di quanto accadeva con il TM1.